# Ray Chew
Ray Chew (Harlem, Nueva York, 1968) es un músico estadounidense que se especializa en teclados y arreglos contemporáneos y orquestales.
Chew fue miembro de Saturday Night Live Band de 1980 a 1983. A finales de la década de 2000, es el director musical de la serie de televisión sindicada Showtime at the Apollo, y líder de la banda en The Singing Bee.
Chew fue el líder de la banda durante la Convención Nacional Demócrata de 2008 y en el Baile Vecinal de Barack Obama en la Primera investidura presidencial de Barack Obama en 2009.
Creció en Grant Houses, ubicado en la calle 125, a varias cuadras al oeste del Teatro Apollo. Cuando era joven, Chew estudió con Dorothy Maynor y Betty Allen en Harlem School of the Arts, una escuela multidisciplinaria de arte en Harlem.
A partir de 2009, él era un residente de Teaneck, Nueva Jersey, que se mudó allí desde la ciudad de Nueva York a finales de 1990.
Se anunció el 30 de diciembre de 2010 que reemplazó a Rickey Minor como el nuevo director musical de American Idol. 
En febrero de 2014, se anunció que también reemplazó a Harold Wheeler como líder de orquesta, a partir de la decimoctava temporada de Dancing with the Stars.
Chew estudió en Third Street Music School Settlement, la escuela de música comunitaria más antigua del país, a principios de la década de 1970 durante aproximadamente cuatro años y la Escuela de Artes de Harlem durante muchos años. Tomó una amplia gama de clases, pero se centró principalmente en la percusión y el piano. Era particularmente aficionado al jazz contemporáneo. Durante sus años en Third Street, se convirtió en un maestro estudiante junto con un miembro de la facultad, Ramón Rodríguez.